# Yuryi Liadov
Yuryi Liadov (en biélorusse : Юры Лядаў, Yury Liadau), né le 3 décembre 1987 à Minsk, est un biathlète biélorusse. 

## Biographie
Il fait ses débuts en Coupe du monde en 2009, et obtient son meilleur résultat en 2015 avec une onzième place à Oberhof. Il participe aux Jeux olympiques d'hiver de 2014, où il est 57e du sprint, 56e de la poursuite et treizième du relais.
Il compte participations aux Championnats du monde, obtenant ses meilleurs résultats en 2015 (16e du sprint et quatrième du relais mixte notamment).

## Palmarès

### Jeux olympiques d'hiver
| Épreuve / Édition | Individuel | Sprint | Poursuite | Départ en ligne | Relais | Relais mixte |
| Sotchi 2014       | -          | 57e    | 56e       | -               | 13e    | -            |

 : épreuve inexistante lors de cette édition.

### Championnats du monde
| Épreuve / Édition                  | Individuel | Sprint | Poursuite | Mass Start | Relais | Relais mixte |
| Mondiaux 2012 Ruhpolding           | -          | 79e    | -         | —          | -      | —            |
| Mondiaux 2013 Nové Město na Moravě | 72e        | -      | -         | -          | -      | —            |
| Mondiaux 2015 Kontiolahti          | 17e        | 16e    | 17e       | 20e        | 10e    | 4e           |
| Mondiaux 2016 Holmenkollen         | 36e        | -      | -         | -          | 15e    | -            |

### Coupe du monde
- Meilleur classement général : 36e en 2015.
- Meilleur résultat individuel : 11e.

#### Différents classements en Coupe du monde
| Année     | Classement général final | Sprint | Poursuite | Individuel | Mass start |
| 2011-2012 | 86e                      | 81e    | 77e       | -          | -          |
| 2014-2015 | 36e                      | 38e    | 57e       | 23e        | 36e        |
| 2015-2016 | 74e                      | 73e    | 73e       | 60e        | -          |

### Championnats du monde jeunesse
- Médaille de bronze du relais en 2006.

### Championnats d'Europe
- Médaille de bronze du relais en 2011.